# 켈티 나이트
켈티 나이트(Keltie Knight, 1982년 1월 28일 ~ )는 캐나다의 텔레비전 사회자, 전직 전문 댄서이다.